# 3dfx
3dfx 인터랙티브(3dfx Interactive, Inc는 1994년 설립되어 캘리포니아주 산호세에 본사를 둔 미국의 컴퓨터 하드웨어 회사로, 3D 그래픽 처리 장치와 이후에는 비디오 카드 제조를 전문으로 했다. 이 회사는 1990년대 중반부터 2000년까지 해당 분야의 선구자였다.
이 회사의 초기 제품은 3D 그래픽 하드웨어 가속을 구현한 애드인 카드인 부두 그래픽스(Voodoo Graphics)였다. 이 하드웨어는 3D 렌더링만 가속했으며, 2D 지원은 PC의 기존 비디오 카드에 의존했다. 이러한 한계에도 불구하고 부두 그래픽스 제품과 후속작인 부두2는 인기가 많았다. 3D 게임은 이 회사의 Glide API를 지원하는 것이 표준이 되었다.
3D 게임에 대한 새로운 관심은 이 회사 제품의 성공으로 이어졌고, 1990년대 후반에는 2D 출력과 3D 성능을 결합한 제품들이 등장했다. 이는 마이크로소프트의 Direct3D 도입으로 더욱 가속화되었는데, Direct3D는 이러한 카드에서 구현될 수 있는 단일 고성능 API를 제공하여 글라이드의 가치를 심각하게 잠식했다. 3dfx는 계속해서 고성능 옵션을 제공했지만, 더 이상 매력적인 가치를 제시하지 못했다.
1990년대 후반 3dfx는 특허 침해 소송을 겪었고, 후반기 매출 감소와 결합하여 엔비디아가 3dfx의 엔지니어들을 인수하게 되었다. 엔비디아는 약 100명의 엔지니어를 인수했으며, 2000년 12월 15일 엔비디아가 회사 자산의 대부분을 인수했는데 이는 주로 지적 재산권 때문이었다. 이 인수는 엔비디아의 구매로 회계 처리되었으며, 2002년 회계연도 1분기에 완료되었다. 3dfx는 2001년 2월 15일 제품 지원을 중단했으며, 2002년 10월 15일 파산을 신청했다.

## 회사 연혁

### 초기 제품

#### 최초 칩
이 회사는 1994년 8월 24일 3D/fx, Inc.로 설립되었다. 실리콘 그래픽스의 전 직원인 로스 스미스, 게리 타롤리, 스콧 셀러스가 공동 설립했으며, 곧 테크팜의 고디 캠벨이 합류했다. 3dfx는 1995년 11월 6일 첫 제품인 부두 그래픽스 3D 칩셋을 제조에 착수했다. 이 칩은 VGA 3D 가속기로, 점 샘플링 텍스처 매핑, Z- 및 더블 버퍼링, 구로 셰이딩, 서브픽셀 보정, 알파 합성, 안티에일리어싱과 같은 렌더링 방식을 특징으로 한다. 칩과 함께 부두 그래픽스의 기능을 최대한 활용하도록 설계된 3dfx의 Glide API가 출시되었다. 이 회사는 글라이드 개발이 당시 어떤 기존 API도 칩의 기능을 완전히 활용할 수 없다고 판단했기 때문이라고 밝혔다. DirectX 3.0은 부족하다고 판단되었고, OpenGL은 CAD/CAM 워크스테이션에만 적합하다고 간주되었다. 칩을 사용한 최초의 그래픽 카드인 오키드 테크놀로지의 라이처스 3D(Righteous 3D)는 1996년 10월 7일 출시되었다. 이 회사는 칩과 일부 레퍼런스 디자인 보드만 제조했으며, 초기에는 소비자에게 제품을 판매하지 않았다. 대신 그래픽 카드 회사들의 OEM 공급업체 역할을 하여, 부두 칩셋을 포함한 자체 그래픽 카드를 설계, 제조, 마케팅, 판매했다.
3dfx는 아케이드 시장에서 처음으로 명성을 얻었다. 3dfx 부두 그래픽스 하드웨어가 사용된 최초의 아케이드 게임은 1996년 모션 센싱 기술이 적용된 배트 컨트롤러를 특징으로 하는 야구 게임인 ICE 홈런 더비(ICE Home Run Derby)였다. 그해 후반에는 아타리의 샌프란시스코 러시 및 웨인 그레츠키의 3D 하키와 같은 인기 타이틀에 사용되었다. 3dfx는 또한 이드 소프트웨어의 존 카맥이 OpenGL API를 사용하는 1997년 버전의 퀘이크를 출시한 후 MiniGL을 개발했다. MiniGL은 OpenGL 명령어를 Glide로 변환했으며, 1998년까지 3dfx에게 기능적 그래픽스 라이브러리 드라이버를 제공하는 유일한 소비자 칩 회사의 이점을 주었다.

#### 소비자 시장 진출

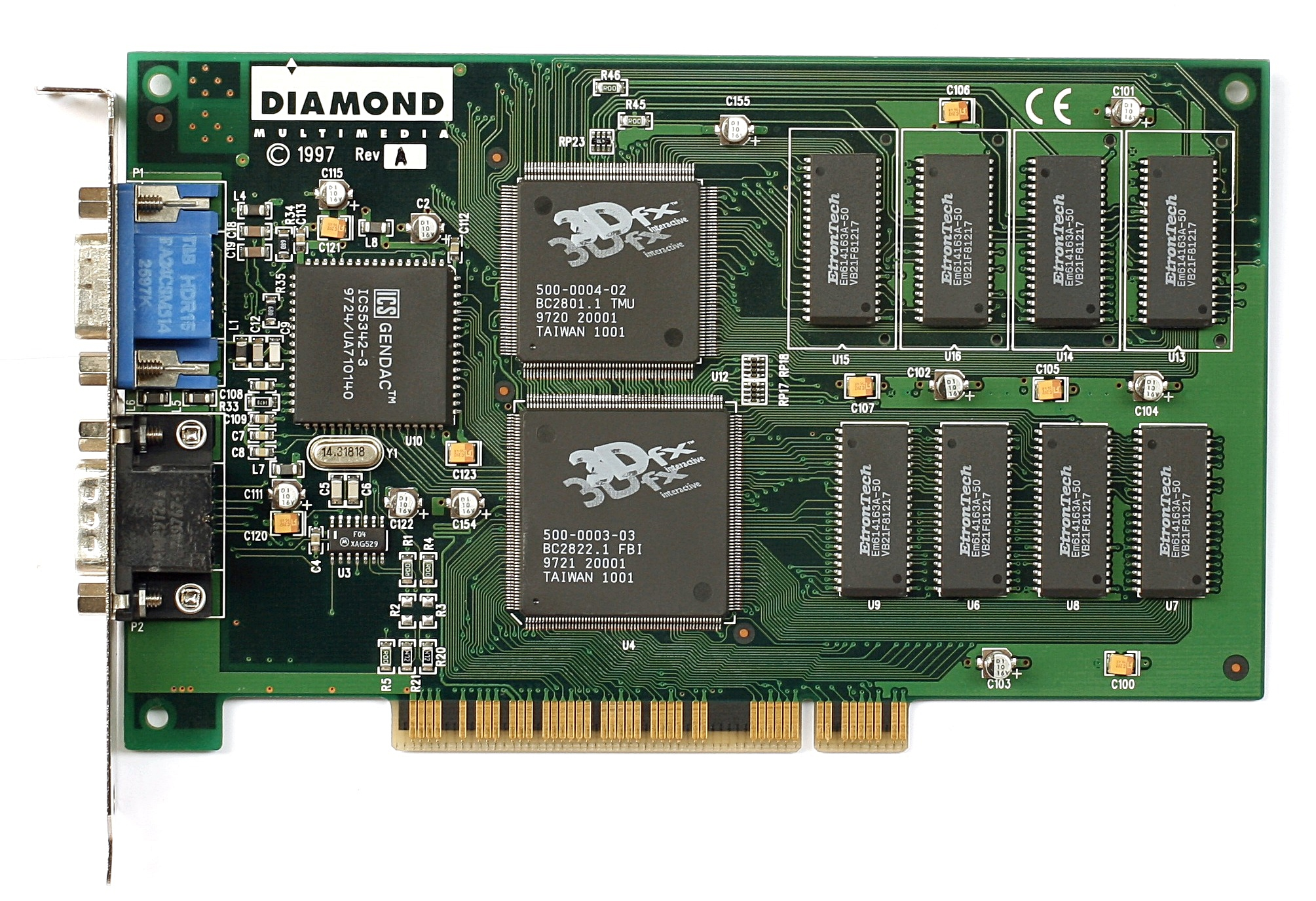
다이아몬드 멀티미디어의 몬스터 3D는 부두 그래픽스 칩셋을 사용한 가장 인기 있는 그래픽 카드였다.

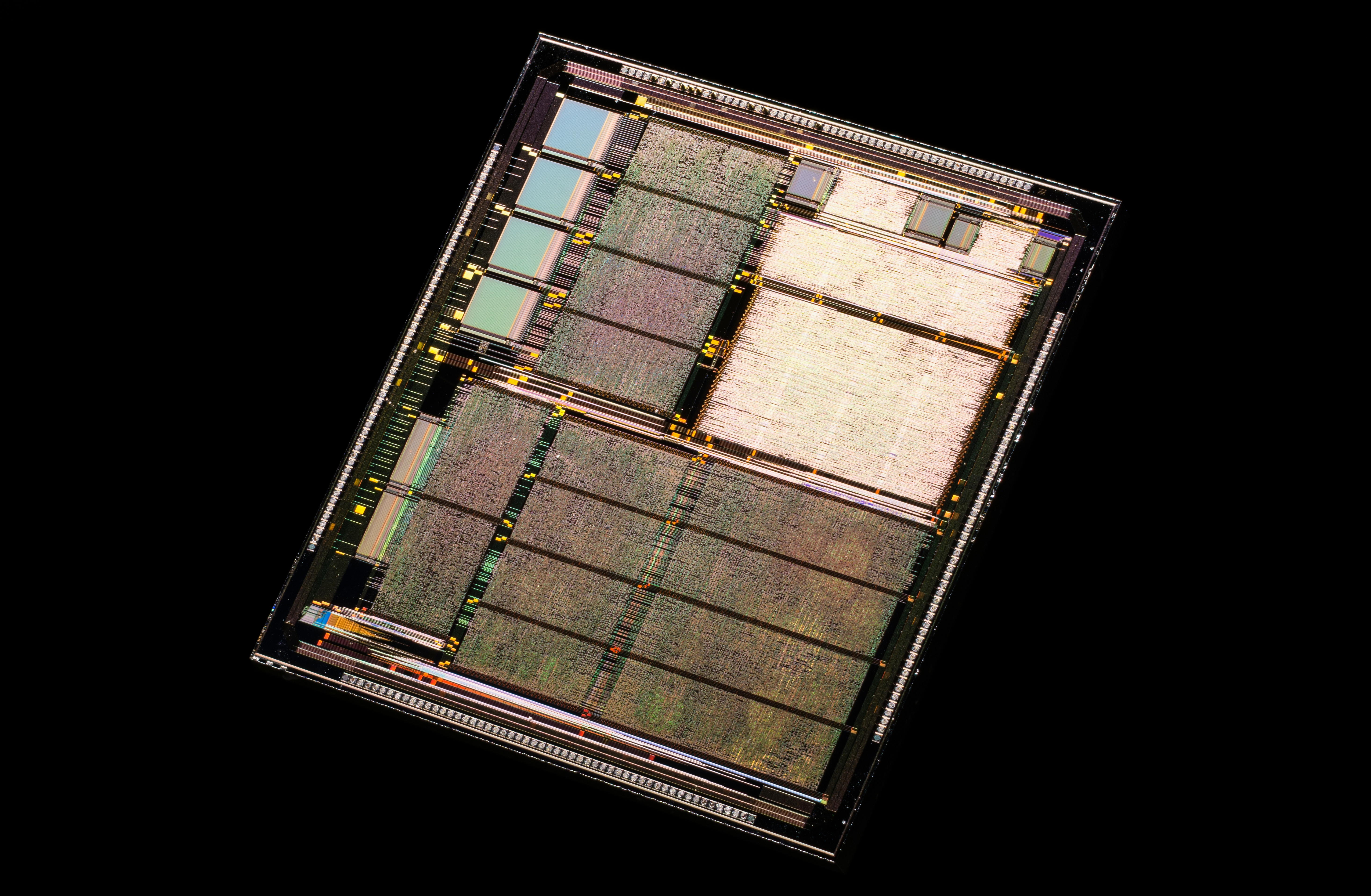
부두 그래픽스 텍스처 매핑 칩의 다이 사진

1995년 말, DRAM 가격이 크게 하락하면서 3dfx는 기존의 소수의 컴퓨터 3D 그래픽 솔루션에 비해 공격적인 가격으로 소비자 PC 하드웨어 시장에 진출할 수 있었다. 저렴한 3D 하드웨어 이전에는 둠과 퀘이크와 같은 게임들이 비디오 게임 플레이어들을 인텔 80386에서 인텔 80486으로, 그리고 펜티엄으로 이동하도록 유도했다.
1997년 말까지 부두 그래픽스는 소비자와 소프트웨어 개발자 모두에게 가장 널리 채택된 3D 가속기였다. 부두의 주요 경쟁자는 파워VR과 렌디션이었다. 파워VR은 유사한 3D 전용 애드온 카드를 생산하여 유능한 3D 지원을 제공했지만, 이미지 품질이나 성능 면에서 부두 그래픽스와는 비교할 수 없었다. 3dfx는 2D와 3D 가속을 결합한 카드들로부터 시장에서 치열한 경쟁을 겪었다. NV1, Matrox Mystique, S3 버지, Rendition Verite V1000, ATI 3D Rage와 같은 이 카드들은 이미지 품질, 성능, 또는 둘 다에서 열등한 3D 가속을 제공했지만, 더 낮은 비용과 단순성으로 인해 OEM 시스템 빌더들에게 자주 어필했다.

#### 드림캐스트
1997년, 3dfx는 엔터테인먼트 회사인 세가와 함께 새로운 비디오 게임 콘솔 하드웨어 플랫폼을 개발하고 있었다. 세가는 두 가지 경쟁 디자인을 요청했다. 하나는 NEC와 Imagination Technologies (당시 VideoLogic) 기술을 사용하여 일본에서 개발된 "카타나(Katana)"라는 코드명의 장치였고, 다른 하나는 3dfx 기술을 사용하여 미국에서 설계된 "블랙벨트(Blackbelt)" 시스템이었다.
그러나 1997년 7월 22일, 3dfx는 세가가 개발 계약을 해지한다고 발표했다. 세가는 게임 콘솔에 NEC의 파워VR 칩셋을 사용하기로 결정했지만, 경쟁업체가 이를 획득하는 것을 막기 위해 3dfx의 기술에 대한 권리를 여전히 구매할 계획이었다.
3dfx는 세가가 계약을 해지하거나 3dfx의 가속기 칩셋 대신 NEC의 칩셋을 선택한 이유를 아직 밝히지 않았다고 말했다. 캘리포니아주 산호세에 본사를 둔 시장 조사 회사인 데이터퀘스트(Dataquest)의 수석 분석가인 데일 포드(Dale Ford)에 따르면, NEC가 닌텐도 64에 칩셋을 공급한 검증된 실적과 회사가 갑자기 생산량을 늘리기로 결정할 경우 대규모 용량 유입을 처리할 수 있는 입증된 능력 등 여러 요인이 세가의 NEC로의 결정에 영향을 미쳤을 수 있다.
"이것은 가격 전쟁이 끊임없이 벌어지는 매우 경쟁적인 시장이며, 세가는 여러 선택지와 각 선택지가 가져오는 결과를 평가한 후 회사의 장기적인 생존에 가장 좋다고 생각하는 결정을 내린 것으로 보입니다."라고 포드 씨는 말했다.
"세가는 경쟁력을 유지하기 위해 상당한 움직임을 보여야 하며, 곧 그렇게 해야 합니다. 이제 이러한 움직임이 또 다른 홈 콘솔 플랫폼을 출시하는 것인지 아니면 엄격하게 PC 게임 분야로 이동하는 것인지는 알 수 없습니다."
세가는 3dfx의 "블랙벨트"를 빠르게 철회하고 NEC 기반의 "카타나"를 드림캐스트로 마케팅 및 판매될 제품의 모델로 사용했다. 3dfx는 세가가 3dfx 기술을 확보하기 위해 악의적으로 거래를 시작했다고 비난하며 계약 위반으로 세가를 고소했다. 이 사건은 법정 밖에서 합의되었다.

### 새로운 칩, 경쟁, 그리고 몰락

#### 램페이지 개발
1998년 초, 3dfx는 새로운 개발 프로젝트에 착수했다. 램페이지(Rampage) 개발 프로젝트는 새로운 그래픽 카드에 사용될 신기술로, 개발에 약 2년이 걸릴 예정이었으며, 일단 출시되면 경쟁사보다 수년 앞설 것으로 예상되었다. 회사는 1998년 여름, 램페이지용 2D 및 3D 윈도우 장치 드라이버를 개발하기 위해 오스틴에 하드웨어 및 소프트웨어 팀을 고용했다. 오스틴의 하드웨어 팀은 처음에는 램페이지에 집중했지만, 이후에는 변환 및 광원 (T&L) 엔진과 MPEG 디코더 기술에 주력했다.

#### STB 인수
3dfx는 1999년 1월에 Banshee 카드가 약 100만 대 판매되었다고 발표했다. 엔비디아가 아직 3dfx의 부두 라인만큼 잘 팔리는 제품을 애드인 보드 시장에 출시하지 않았지만, 이 회사는 OEM 시장에서 꾸준히 입지를 다지고 있었다. 리바 TNT는 더 뛰어난 3D 속도와 32비트 3D 컬러 지원이라는 두 가지 주요 장점을 가진 유사하고 고도로 통합된 제품이었다. 대조적으로 3dfx는 Banshee가 OEM에 의해 소량만 채택되었기 때문에 OEM 판매가 매우 제한적이었다.
3dfx는 부두3 출시 직전에 STB 시스템즈를 1억 4천 1백만 달러에 인수하면서 1998년 12월 14일 주요 전략 변경을 단행했다. STB 시스템즈는 당시 더 큰 그래픽 카드 제조업체 중 하나였다. 그 의도는 3dfx가 OEM 공급업체로만 기능하는 대신 자체 그래픽 카드를 제조, 마케팅 및 판매하기 시작하는 것이었다. STB 인수는 3dfx에게 그 회사의 상당한 OEM 자원 및 판매 채널에 대한 접근을 제공하기 위한 것이었지만, 인수의 의도된 이점은 결코 실현되지 않았다. 두 기업은 문화와 구조가 매우 다른 독립체였으며, 원활하게 통합되지 않았다.
3dfx가 STB를 인수하기 전에 STB는 엔비디아에게 잠재적인 인수 파트너로 접근했다. 당시 STB는 엔비디아의 최대 고객이었고 3dfx와의 관계는 최소한이었다. 3dfx 경영진은 STB 인수가 자사 제품의 OEM 설계 승인을 보장하고, STB의 OEM 판매/설계 승인 주기 지원 지식으로 제품 한계가 극복될 것이라고 잘못 믿었다. 엔비디아는 STB 인수를 거부하고 많은 그래픽 보드 제조업체 브랜드를 계속 지원하기로 결정했다. 3dfx가 STB를 인수한 후, 엔비디아는 OEM을 위한 가상 그래픽 카드 제조업체가 되는 데 집중하고 시장에 출시할 준비가 된 완성된 레퍼런스 디자인을 OEM에 판매하는 데 있어 입지를 강화했다. 멕시코 후아레스에 있는 STB의 제조 시설은 엔비디아를 위해 아시아에서 솔루션을 제공하던 급성장하는 ODM 및 계약 전자 제조업체(CEM)와 비교했을 때 비용이나 품질 면에서 경쟁할 수 없었다. STB 합병이 최종 확정되기 전에 일부 3dfx의 OEM들은 후아레스에서 생산된 어떤 제품도 자신들의 시스템에 탑재하기에 적합하지 않을 것이라고 회사에 경고했지만, 3dfx 경영진은 이러한 문제가 시간이 지남에 따라 해결될 수 있다고 믿었다. 이 고객들은 일반적으로 엔비디아 고객이 되었고 더 이상 3dfx 제품을 탑재하지 않았다.
STB 인수는 3dfx 몰락의 주요 원인 중 하나였다. 부두3은 회사의 중요한 수익원이었던 타사 제조업체가 아닌 사내에서 개발된 최초의 3dfx 카드가 되었다. 이 타사 제조업체들은 경쟁업체로 변모하여 엔비디아로부터 그래픽 칩을 조달하기 시작했다. 이는 또한 3dfx의 나머지 OEM 고객들을 더욱 소외시켰는데, 그들은 3dfx 제품을 위한 단일 공급원을 가졌고 비용 유연성을 제공할 OEM을 선택할 수 없었기 때문이다. STB 인수를 통해 3dfx는 저가형 시장을 겨냥한 두 개의 카드를 만들었다. 8MB의 SDRAM을 탑재한 벨로시티 100(Velocity 100)과 16MB의 SGRAM을 탑재한 벨로시티 200(Velocity 200)이었다. 두 카드 모두 부두3 2000 기반의 칩셋을 사용했으며, "언더클럭"되었다고 주장되었다. 그러나 테스트 결과 벨로시티 100 칩셋은 일반적인 부두3 2000과 동일한 143MHz의 클럭 속도를 가지며, 두 개의 TMU 중 하나가 메모리 관리를 위해 OpenGL 및 Glide 애플리케이션에서 비활성화되지만, 이를 다시 활성화하여 해당 애플리케이션의 성능을 향상시킬 수 있으며, 아난드테크는 이 구성요소를 활성화해도 부작용이 없음을 발견했다.
3dfx가 리테일 그래픽 카드 시장에 더 집중하면서, OEM 시장으로의 추가 진출은 제한되었다. OEM 사업의 중요한 요구 사항은 컴퓨터 제조업체가 요구하는 6개월 제품 리프레시 주기에 따라 지속적으로 신제품을 생산할 수 있는 능력이었다. 3dfx는 이러한 사업 모델에 집중할 방법론이나 사고방식을 가지고 있지 않았다. 결국 3dfx는 자체 브랜드 제품을 제조하는 리테일 유통 회사가 되기로 결정했다.

#### 지연
회사의 마지막 제품은 코드명 나팜(Napalm)이었다. 원래 이것은 최신 기술과 더 높은 클럭 속도를 지원하도록 수정된 부두3일 뿐이었으며, 성능은 리바 TNT2 수준으로 예상되었다. 그러나 나팜은 지연되었고, 그 동안 엔비디아는 지포스 256 칩을 출시하여 CPU에서 그래픽 칩으로 더 많은 컴퓨팅 작업을 이동시켰다. 나팜은 지포스와 경쟁할 수 없었기 때문에 부두2처럼 다중 칩 구성을 지원하도록 재설계되었다. 최종 제품은 VSA-100으로 명명되었으며, VSA는 부두 스케일러블 아키텍처(Voodoo Scalable Architecture)를 의미한다. 3dfx는 마침내 지포스를 이길 수 있는 제품을 갖게 되었다.
그러나 VSA-100 기반 카드가 시장에 출시될 무렵, 지포스 2와 라데온 카드가 출시되어 동일한 가격에 더 높은 성능을 제공하고 있었다. 부두 5 5500의 유일한 실제 장점은 공간 위신호 제거 구현이 우수하고, 동급 제품에 비해 안티에일리어싱을 활성화할 때 성능 저하가 크지 않다는 점이었다. 3dfx는 부두 5의 속도 부족을 충분히 인지하고 있었기 때문에, 기능을 강조하던 부두3 마케팅과 달리 속도보다 품질을 내세웠다. 5500의 판매량은 괜찮았지만, 3dfx를 유지하기에는 충분한 수준이 아니었다.

#### 기가픽셀과 파산
2000년 3월 28일, 3dfx는 램페이지(Rampage) 제품을 더 빨리 시장에 출시하는 데 도움을 주기 위해 기가픽셀(GigaPixel)을 1억 8천 6백만 달러에 인수했으며, Sage 기하학 프로세서를 발표했다. 기가픽셀은 이전에 마이크로소프트의 엑스박스 콘솔을 제작하는 계약을 거의 따냈지만, 엔비디아에 패했다.
그러나 2000년 후반, 부두 4 출시 직후, 3dfx의 여러 채권자들이 파산 절차를 시작하기로 결정했다. 3dfx는 전체적으로 이러한 절차에 성공적으로 이의를 제기할 가능성이 거의 없었으며, 대신 자산을 엔비디아에 매각하여 사실상 회사로서의 존재를 중단하기로 선택했다. 이러한 합의(매입, 3dfx의 채권자 및 파산 절차와 관련하여)의 해결과 적법성은 연방 법원에서 해결되는 데 10년 이상이 걸렸다. 특히, 3dfx의 파산 재산 관리인은 3dfx의 엔비디아 자산 매각을 사기적 양도로 주장하며 이의를 제기했다. 2014년 11월 6일, 미국 제9항소법원은 미공개 메모랜덤 명령에서 "파산 법원이 [엔비디아]가 3dfx가 파산을 신청하기 직전에 구매한 자산에 대해 공정 시장 가치 미만을 지불하지 않았다는 결정을 확정한 지방 법원의 판결"을 확정했다.
램페이지/세이지(Rampage/Sage)에서 작업하던 엔지니어링 및 설계 팀의 대다수는 이전을 통해 잔류하여 지포스 FX 시리즈가 된 작업을 계속해달라는 요청을 받았다. 다른 이들은 ATI에 취직하여 X 시리즈 비디오 카드와 크로스파이어 개발에 자신의 지식을 제공했다. 크로스파이어는 SLI의 ATI 버전이었다.
프로토타입 스펙터 1000 카드는 파산 선언 며칠 전에 소프트웨어 개발자들에게 전달되었다. 소프트웨어 팀은 장치 드라이버와 램페이지 기능 세트의 이진 호환 소프트 에뮬레이션을 모두 개발했다. 따라서 2000년 12월 둘째 주 램페이지 시스템이 가동된 지 며칠 만에 작동하는 윈도우 NT 장치 드라이버가 있었다. 엔비디아가 인수할 당시 3dfx는 이미 스펙터의 후속작을 개발 중이었다. 퓨전(Fusion)이라는 차세대 램페이지를 기반으로 한 "피어(Fear)"와 세이지2(Sage2)가 있었다. "모조(Mojo)"는 둘을 단일 다이에 결합하고, 타일 렌더링을 구현하며, 기가픽셀 인수로부터 얻은 일부 고급 기술을 선보일 예정이었다. 미출시된 스펙터 1000 카드는 램페이지 기반이었으며, 결국 유출되어 테스트되었다. 성능은 엔비디아가 이미 출시한 지포스 256과 경쟁하는 데 어려움을 겪었을 것이지만, 램페이지와 세이지 유닛의 조합을 특징으로 하는 제안된 스펙터 2000 및 스펙터 3000 카드는 엔비디아의 지포스 4 시리즈가 나올 2002년 후반까지 시장을 선도했을 것이다.
엔비디아가 3dfx의 지적 재산을 인수한 후, 3dfx 제품에 대한 기술 지원을 제공하지 않을 것이라고 발표했다. 2019년 현재, 드라이버 및 지원은 여전히 커뮤니티 웹사이트에서 제공된다. 그러나 기능적이지만, 드라이버는 제조업체의 지원을 받지 않으며 베타 소프트웨어로 간주된다. 제한된 기간 동안 엔비디아는 3dfx 소유자가 자신의 카드를 비슷한 성능의 엔비디아 카드로 교환할 수 있는 프로그램을 제공했다. 2000년 12월 15일, 3dfx는 최종 보도자료를 통해 고객들에게 사과했다. 2003년, 3dfx 드라이버의 소스 코드가 유출되었고, 이로 인해 팬메이드 업데이트된 드라이버와 추가 지원이 제공되었다.
1997년은 새로운 CEO 그레그 발라드(Greg Ballard)가 이끈 마케팅 덕분에 3dfx의 전환점으로 분석가들에 의해 평가되었지만, 그래픽스 산업에서 발라드의 R&D 이해력에 대한 비판이 있었다. 단일 카드 2D/3D 솔루션이 시장을 장악하고 있었고, 발라드는 그 필요성을 인지하고 부두 밴시와 부두3로 회사를 그 방향으로 이끌려고 시도했지만, 이 둘은 램페이지 프로젝트에서 중요한 자원을 유용하면서 수백만 달러의 매출 손실과 시장 점유율 감소를 초래했다. 그리고 3dfx는 1999년 초에 여전히 경쟁력 있는 부두2가 마이크로소프트의 윈도우 2000 운영 체제에서 OpenGL과 Glide만 지원하고 Direct3D는 지원하지 않을 것이라고 발표했다. 이 시점에서 많은 게임들이 Direct3D로 전환하고 있었고, 이 발표는 3dfx 시장의 핵심 고객층인 많은 PC 게이머들이 새로운 기기를 위해 엔비디아나 ATI 제품으로 전환하도록 만들었다.
발라드는 얼마 후인 2000년 1월에 사임했다.

## 제품 개발 연혁

### 부두 그래픽스 PCI
일반적인 부두 그래픽스 PCI 확장 카드는 DAC, 프레임버퍼 프로세서, 텍스처 매핑 유닛 및 4MB의 EDO DRAM으로 구성되었다. RAM과 그래픽 프로세서는 50MHz로 작동했다. 이는 3D 가속만 제공했기 때문에 컴퓨터에는 기존 2D 소프트웨어를 위한 전통적인 비디오 디스플레이 컨트롤러도 필요했다. 패스 스루 VGA 케이블은 데이지 체인 방식으로 비디오 컨트롤러를 부두에 연결하고, 부두 자체는 모니터에 연결되었다. 부두의 출력 회로를 활성화하는 방식은 카드마다 달랐는데, 일부는 기계식 계전기를 사용했고 다른 일부는 순수 솔리드 스테이트 부품을 사용했다. 기계식 계전기는 활성화 및 비활성화될 때 들리는 "딸깍" 소리를 냈다.

### 부두 러쉬

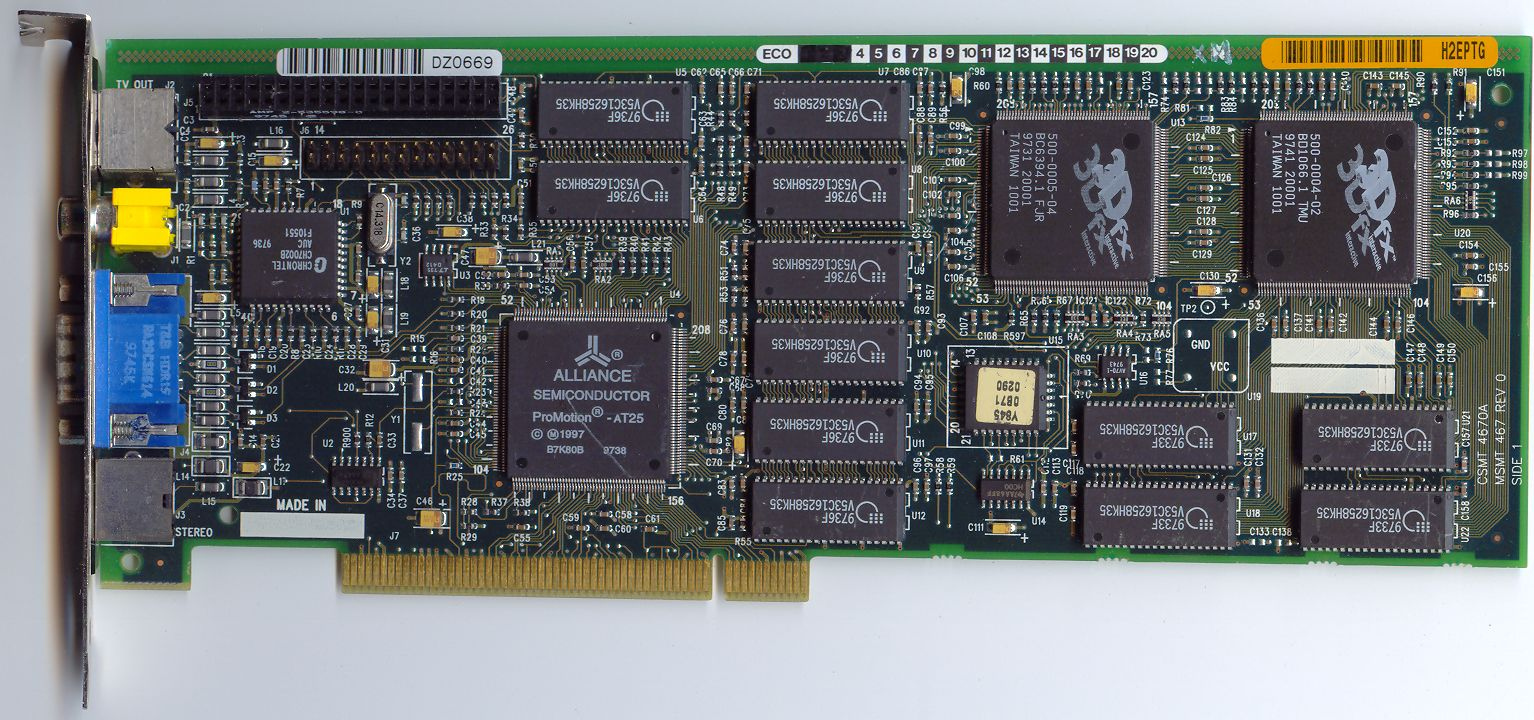
인터그래프 인텐스3D 부두

1997년 8월, 3dfx는 부두 러쉬(Voodoo Rush) 칩셋을 출시했다. 이 칩셋은 부두 칩과 2D 칩을 동일한 회로 기판에 결합하여 별도의 VGA 카드가 필요 없도록 했다. 대부분의 카드는 얼라이언스 세미컨덕터 AT25/AT3D 2D 부품으로 제작되었지만, 매크로닉스 칩으로 제작된 것도 있었고, 초기에는 트라이던트와 제휴할 계획이 있었지만 그러한 보드는 시장에 출시되지 않았다.
부두 러쉬는 부두 그래픽스와 동일한 사양을 가졌지만, 러쉬 칩셋이 2D 칩의 CRTC와 메모리 대역폭을 공유해야 했기 때문에 성능이 떨어졌다. 또한, 러쉬 칩셋은 PCI 버스에 직접 존재하지 않고 2D 칩의 연결된 레지스터를 통해 프로그래밍되어야 했다. 부두 그래픽스처럼 인터럽트 메커니즘이 없었기 때문에 드라이버는 명령이 완료되었는지 여부를 확인하기 위해 러쉬를 폴링해야 했다. 2D 구성 요소를 통한 간접 방식은 여기에서 상당한 오버헤드를 추가하고 PCI 인터페이스의 트래픽을 지연시키는 경향이 있었다. 일반적인 성능 저하는 부두 그래픽스에 비해 약 10% 정도였으며, 창 모드에서는 훨씬 더 나빴다. 나중에 러쉬 보드는 헤라클레스에서 8MiB VRAM과 10% 더 높은 클럭 속도를 특징으로 출시되어 이러한 성능 격차를 줄이려고 시도했다.
일부 제조업체는 아타리 게임즈의 레이싱 게임 샌프란시스코 러시의 PC 버전을 번들로 제공했는데, 이 게임의 아케이드 버전은 추가 텍스처 매핑 유닛과 추가 텍스처 메모리를 갖춘 약간 업그레이드된 부두 그래픽스 칩셋을 사용했다.
부두 러쉬는 3dfx의 첫 번째 상업적 실패였다. 판매량이 매우 부진하여 1년 만에 단종되었다.

### 부두2

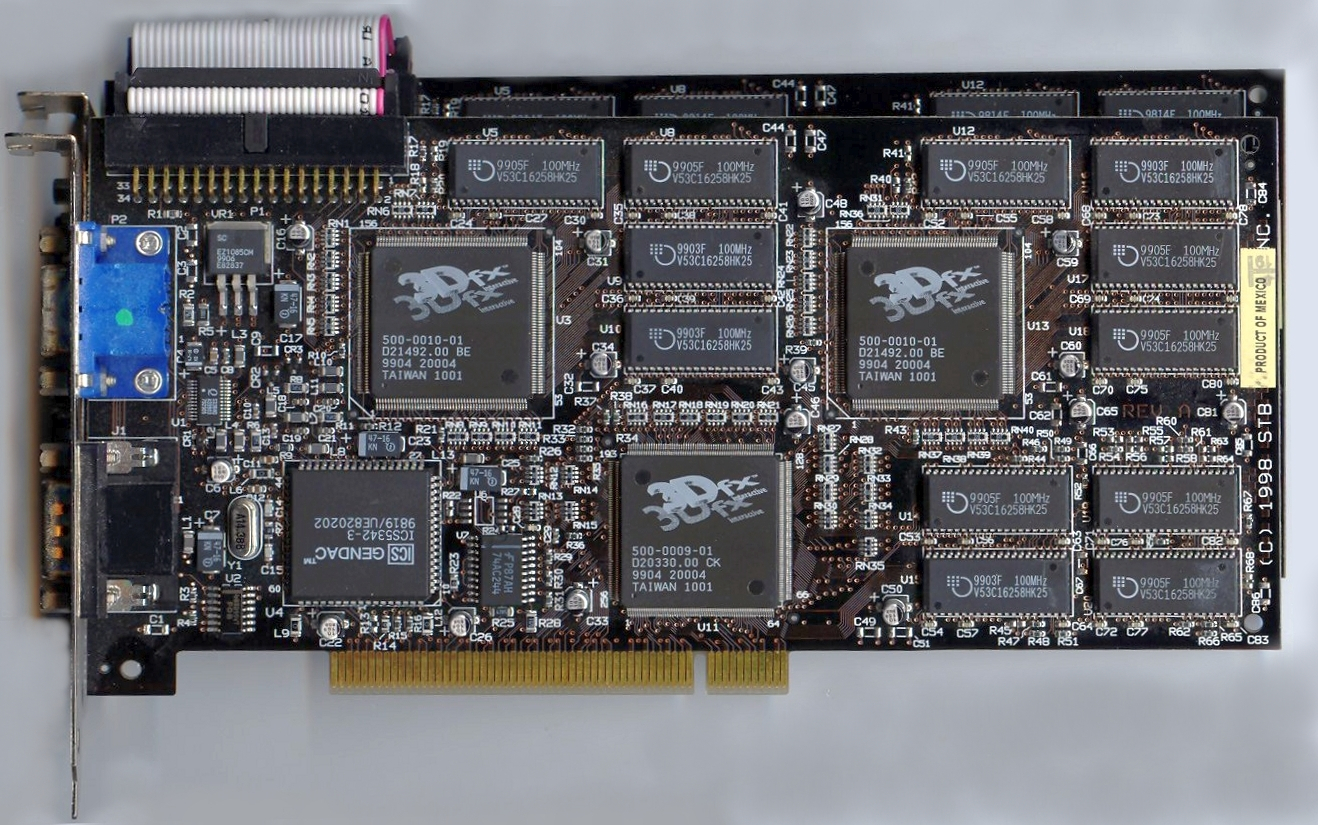
STB 시스템즈 블랙매직 3D SLI 구성

3dfx 부두2는 1998년 3월에 출시된 부두 그래픽스 칩셋의 후속작으로, 아키텍처는 유사했지만 기본 보드 구성에 두 번째 텍스처링 유닛이 추가되어 단일 패스에서 두 개의 텍스처를 그릴 수 있게 되었다.
부두2는 세 개의 칩과 별도의 VGA 그래픽 카드를 필요로 했지만, ATI Rage Pro, 엔비디아 RIVA 128, Rendition Verite 2200과 같은 새로운 경쟁 3D 제품들은 단일 칩 제품이었다. 16비트 3D 컬러 렌더링의 디더링 처리나 800x600 해상도 제한과 같은 몇 가지 단점에도 불구하고, 다른 제조업체의 어떤 제품도 부두2가 생성하는 부드러운 프레임 레이트와 필적할 수 없었다. 이는 PC 3D 그래픽스 분야에서 획기적이고 (비용이 많이 드는) 성과였다. 뛰어난 성능과 오리지널 부두 그래픽스에서 얻은 인지도로 인해 성공을 거두었다. 많은 사용자들은 심지어 부두2의 전용 목적을 선호했는데, 그 결과 원하는 2D 카드를 자유롭게 사용할 수 있었기 때문이었다. 당시 일부 2D/3D 통합 솔루션은 2D 품질과 속도가 상당히 좋지 않았다.
부두2는 SLI를 도입했는데, 두 개의 부두2 보드를 연결하여 각 보드가 화면의 스캔라인 절반을 그리는 방식이었다. SLI는 최대 지원 해상도를 1024×768로 증가시켰다. 세 개의 개별 그래픽 카드 (두 개의 부두2 SLI와 범용 2D 그래픽 어댑터)를 사용하는 높은 비용과 불편함 때문에 부두2 SLI 방식은 전체 시장 점유율에 최소한의 영향을 미쳤고 재정적인 성공을 거두지 못했다. SLI 기능은 이후 3dfx 보드 설계에서는 제공되지 않았지만, 이 기술은 나중에 부두 5의 VSA-100 칩들을 연결하는 데 사용되었다.
통합 2D/3D 칩셋을 갖춘 엔비디아 리바 TNT의 등장은 몇 달 후 부두2의 패권에 작은 도전을 제공했다.

### 부두 밴시

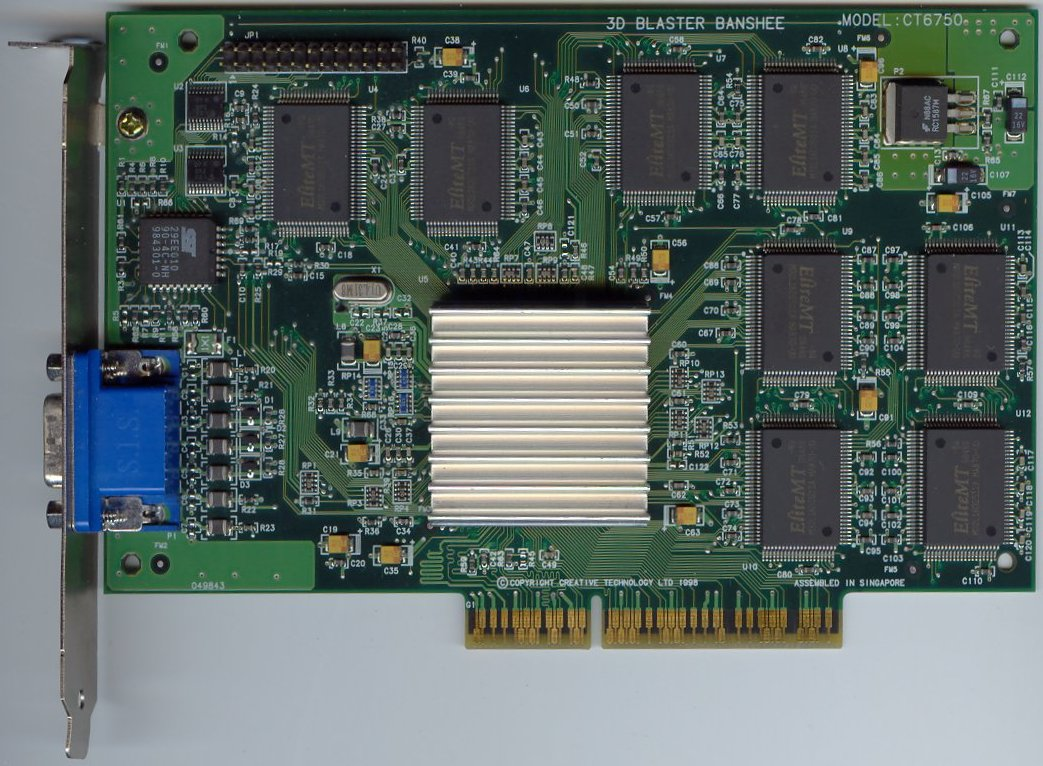
크리에이티브 3D 블래스터 밴시 AGP

1998년 말, 3dfx는 더 높은 부품 통합을 통해 가격을 낮추고 2D 가속을 포함한 더 완전한 기능 세트를 갖춘 부두 밴시(Voodoo Banshee)를 출시하여 주류 소비자 시장을 겨냥했다. 단일 칩 솔루션인 밴시(Banshee)는 2D 비디오 카드와 부분적인 (단 하나의 텍스처 매핑 유닛) 부두2 3D 하드웨어의 조합이었다. 두 번째 TMU가 없었기 때문에 폴리곤당 여러 텍스처를 사용하는 3D 장면에서는 부두2가 훨씬 빨랐다. 그러나 단일 텍스처 폴리곤이 지배적인 장면에서는 밴시(Banshee)가 더 높은 클럭 속도와 그로 인한 더 큰 필레이트 덕분에 부두2와 같거나 그 이상이었다.
밴시의 2D 가속은 3dfx의 첫 번째 하드웨어였으며 매우 유능했다. 이는 매트록스, 엔비디아, ATI의 가장 빠른 2D 코어와 경쟁했다. 이는 128비트 2D GUI 엔진과 128비트 VESA VBE 3.0 VGA 코어로 구성되었다. 그래픽 칩은 다이렉트드로를 능숙하게 가속했으며, 모든 256 래스터 작업과 삼차 함수, 하드웨어 폴리곤 가속을 포함하여 그래픽 장치 인터페이스 (GDI)를 하드웨어로 지원했다. 2D 코어는 윈도우 NT에서 널 드라이버 테스트로 거의 이론적인 최대 성능을 달성했다.
부두 밴시(Voodoo Banshee)는 MPEG2 비디오 가속을 지원한다.

### 부두3
부두3는 3dfx를 무적의 선두 주자로 만들 것이라는 과장된 선전을 받았지만, 실제 제품은 기대 이하였다. 비록 리바 TNT2를 근소한 차이로 앞서며 여전히 가장 빨랐지만, 부두3는 32비트 컬러와 대형 텍스처 지원이 부족했다. 당시에는 대형 텍스처와 32비트 컬러를 지원하는 게임이 거의 없었고, 지원하는 게임조차 플레이 가능한 프레임 레이트로 실행하기에는 너무 요구 사항이 높았지만, "32비트 컬러 지원"과 "2048×2048 텍스처"와 같은 기능은 16비트 컬러와 256×256 텍스처 지원보다 훨씬 더 인상적으로 보였다. 부두3은 비교적 잘 팔렸지만, 처음 두 모델과 비교했을 때 실망스러웠고 3dfx는 엔비디아에 시장 리더십을 빼앗겼다.
3dfx가 리바 TNT2 위협에 맞서려고 할 때, 엔비디아의 지포스 256에 놀랐다. 지포스는 통합 변환, 광원 처리, 삼각형 설정/클리핑 (하드웨어 T&L), 렌더링 엔진을 갖춘 단일 칩 프로세서로, 부두3에 비해 상당한 성능 우위를 가졌다. 3dfx 부두3 2000 PCI는 출시 당시 애플 매킨토시에서 사용할 수 있는 최고 성능의 2D/3D 카드였지만, 3dfx의 지원은 '베타'로 분류되었고 펌웨어 재플래싱이 필요했다. 게임 개발자들이 각각 산업 표준이 되었고 점차 인기를 얻고 있던 DirectX와 OpenGL로 전환함에 따라, 3dfx는 1999년 12월 6일 일반 공중 사용 허가서 하에 자사의 Glide API를 출시했다.

### 부두 4 & 5
Voodoo 5 5000은 VRAM이 5500의 64MB에 비해 32MB로 출시되지 않았다.
부두 5 라인의 유일한 다른 구성원인 Voodoo 4 4500은 Voodoo Rush만큼이나 재앙적이었다. 가치 지향적인 동급 제품에 비해 성능이 훨씬 부족했고 출시가 늦었기 때문이다. Voodoo 4는 컴퓨터 제조업체를 위한 OEM 부품으로 주로 판매되는 저가형 보드인 GeForce 2 MX와 Radeon VE에 의해 거의 모든 면에서 압도당했다.
부두 4와 5의 특이한 점은 이 카드들의 매킨토시 버전에는 VGA와 DVI 출력 잭이 모두 있었지만, PC 버전에는 VGA 커넥터만 있었다는 것이다. 또한, 부두 4와 5의 Mac 버전에는 하드웨어 기반 MPEG2 디코딩 가속을 지원하지 않는 약점이 있었는데, 이는 부두 그래픽 카드를 장착한 Mac에서 DVD 재생을 방해했다.
부두 5 6000은 특정 보드에서 AGP 버스 데이터 손상을 일으키는 심각한 버그로 인해 시장에 출시되지 못했으며, AGP 2x로 제한되었다. 따라서 새로운 펜티엄 4 마더보드와 호환되지 않았다. 이 그래픽 카드는 천 대 조금 넘게 생산되었다. 이후 테스트에서 부두 5 6000은 GeForce 2 GTS와 ATI Radeon 7200뿐만 아니라 더 빠른 GeForce 2 Ultra와 Radeon 7500까지 능가하는 성능을 보였다. 일부 테스트에서는 GeForce 3와도 좋은 경쟁을 펼치며 다양한 테스트에서 성능 순위를 주고받는 것으로 나타났다. 그러나 이 카드의 지나치게 높은 생산 비용, 특히 4개 칩 구성, 외부 전원 공급 장치, 그리고 128MB의 VRAM (이 용량을 가진 최초의 소비자 카드였을 것이다)은 경쟁력을 저해했을 가능성이 높다.

## 제품
| 모델             | 출시             | 암호명            | VGA1      | 제조 (nm) | 버스 인터페이스 | 메모리 (MB) | 코어 클럭 (MHz) | 메모리 클럭 (MHz) | 코어 구성2 | 필레이트          | 필레이트    | 필레이트    | 필레이트      | 메모리         | 메모리    | 메모리        | Direct3D 지원 |
| 모델             | 출시             | 암호명            | VGA1      | 제조 (nm) | 버스 인터페이스 | 메모리 (MB) | 코어 클럭 (MHz) | 메모리 클럭 (MHz) | 코어 구성2 | 메가오퍼레이션/초 | 메가픽셀/초 | 메가텍셀/초 | 메가버텍스/초 | 대역폭 (GB/초) | 버스 유형 | 버스 폭 (bit) | Direct3D 지원 |
| ---------------- | ---------------- | ----------------- | --------- | --------- | --------------- | ----------- | --------------- | ----------------- | ---------- | ----------------- | ----------- | ----------- | ------------- | -------------- | --------- | ------------- | ------------- |
| Voodoo Graphics  | 1996년 10월 7일  | SST1              | 추가 카드 | 500       | PCI             | 4, 6, 8     | 50              | 50                | 1:1        | 50                | 50          | 50          | 0             | 0.8            | EDO       | 128           | 3.0           |
| Voodoo Rush      | 1997년 4월       | SST96             | ✓         | 500       | PCI             | 4, 6, 8     | 50              | 50                | 1:1        | 50                | 50          | 50          | 0             | 0.4            | EDO       | 64            | 3.0           |
| 부두2            | 1998년 3월 1일   | SST2              | 추가 카드 | 350       | PCI             | 8, 12       | 90              | 90                | 2:1        | 90                | 90          | 180         | 0             | 2.16           | EDO       | 192           | 5.0           |
| Voodoo Banshee   | 1998년 6월 22일  | Banshee           | ✓         | 350       | AGP, PCI        | 8, 16       | 100             | 100               | 1:1        | 100               | 100         | 100         | 0             | 1.6            | SDR       | 128           | 6.0           |
| Velocity 100     | 1999년 7월 26일  | Avenger           | ✓         | 250       | AGP 2x          | 8           | 143             | 143               | 2:1        | 143               | 143         | 286         | 0             | 2.288          | SDR       | 128           | 6.0           |
| Velocity 200     | 미출시           | Avenger           | ✓         | 250       | AGP 2x          | 16          | 143             | 143               | 2:1        | 143               | 143         | 286         | 0             | 2.288          | SDR       | 128           | 6.0           |
| 부두3 1000       | 1999년 3월       | Avenger           | ✓         | 250       | AGP 2x          | 8, 16       | 125, 143        | 125, 143          | 2:1        | 125               | 125         | 250         | 0             | 2, 2.288       | SDR       | 128           | 6.0           |
| 부두3 2000       | 1999년 4월 7일   | Avenger           | ✓         | 250       | AGP 2x, PCI     | 16          | 143             | 143               | 2:1        | 143               | 143         | 286         | 0             | 2.288          | SDR       | 128           | 6.0           |
| 부두3 3000       | 1999년 4월 7일   | Avenger           | ✓         | 250       | AGP 2x, PCI     | 16          | 166             | 166               | 2:1        | 166               | 166         | 333         | 0             | 2.66           | SDR       | 128           | 6.0           |
| 부두3 3500 TVsi  | 1999년 4월 7일   | Avenger           | ✓         | 250       | AGP 2x          | 16          | 166             | 166               | 2:1        | 166               | 166         | 333         | 0             | 2.66           | SDR       | 128           | 6.0           |
| 부두3 3500 TV    | 1999년 6월       | Avenger           | ✓         | 250       | AGP 2x          | 16          | 183             | 183               | 2:1        | 183               | 183         | 366         | 0             | 2.928          | SDR       | 128           | 6.0           |
| 부두3 3500 TV SE | 1999년 6월       | Avenger           | ✓         | 250       | AGP 2x          | 16          | 200             | 200               | 2:1        | 200               | 200         | 400         | 0             | 3.19           | SDR       | 128           | 6.0           |
| Voodoo4 4000     | 미출시           | VSA-100           | ✓         | 250       | AGP 4x, PCI     | 16          | 166             | 166               | 2:2        | 332               | 332         | 332         | 0             | 2.656          | SDR       | 128           | 6.0           |
| Voodoo4-2 4000   | 미출시           | VSA-101           | ✓         | 180       | AGP             | 16          | ?               | ?                 | 2:2        | ?                 | ?           | ?           | 0             | ?              | SDR       | 128           | 6.0           |
| Voodoo4-2 4200   | 미출시           | VSA-101           | ✓         | 180       | AGP, PCI        | 16, 32      | 143             | 143               | 2:2        | 143               | 143         | ?           | 0             | ?              | DDR       | 64            | 6.0           |
| Voodoo4-2 4200   | 미출시           | VSA-101           | ✓         | 180       | PCI             | 32          | 166             | 166               | 2:2        | 166               | 166         | ?           | 0             | ?              | DDR       | 64            | 6.0           |
| Voodoo4 4500     | 2000년 10월 13일 | VSA-100           | ✓         | 250       | AGP 2x/4x, PCI  | 32          | 166             | 166               | 2:2        | 332               | 332         | 332         | 0             | 2.656          | SDR       | 128           | 6.0           |
| Voodoo4 4800     | 미출시           | VSA-100           | ✓         | 250       | AGP 4x, PCI     | 64          | 166             | 166               | 2:2        | 333               | 333         | 333         | 0             | 2.656          | SDR       | 128           | 6.0           |
| 부두 5 5000      | 미출시           | VSA-100 x2        | ✓         | 250       | AGP 4x, PCI     | 32          | 166             | 166               | 2:2 x2     | 664               | 664         | 664         | 0             | 2.656          | SDR       | 128           | 6.0           |
| 부두 5 5500      | 2000년 6월 22일  | VSA-100 x2        | ✓         | 250       | AGP 2x, PCI     | 64          | 166             | 166               | 2:2 x2     | 664               | 664         | 664         | 0             | 5.33           | SDR       | 128           | 6.0           |
| 부두 5 6000      | 미출시           | VSA-100 x4        | ✓         | 250       | AGP 4x, PCI     | 128         | 166             | 166               | 2:2 x4     | 1328              | 1328        | 1328        | 0             | 10.66          | SDR       | 256           | 6.0           |
| Spectre 1000     | 미출시           | Rampage           | ✓         | 180       | AGP 4x          | 64          | 200             | 400               | 4:4        | 800               | 800         | 800         | 0             | 6.4            | DDR       | 128           | 7.0           |
| Spectre 2000     | 미출시           | Rampage + Sage    | ✓         | 180       | AGP 4x          | 64          | 200             | 400               | 4:4        | 800               | 800         | 800         | 0             | 6.4            | DDR       | 128           | 7.0           |
| Spectre 3000     | 미출시           | Rampage x2 + Sage | ✓         | 180       | AGP 4x          | 128         | 200             | 400               | 4:4 x2     | 1600              | 1600        | 1600        | 0             | 12.8           | DDR       | 256           | 7.0           |

- 1 VGA: 카드에 내장 VGA 하위 시스템이 포함되어 독립형 그래픽 카드로 작동하는지 여부
- 2 텍스처 매핑 유닛:렌더 출력 장치 – 3dfx Velocity 카드는 OpenGL 및 Glide 게임에서 1개의 TMU만 작동하지만, DirectX 게임에서는 두 TMU가 모두 작동한다.[74]

## 참조
1. 1 2 3  “3dfx Announces Three Major Initiatives To Protect Creditors and Maximize Shareholder Value”. 2000년 12월 15일. 2001년 4월 5일에 원본 문서에서 보존된 문서. 2019년 8월 26일에 확인함.
2. ↑  “Business Entity Detail – RetrievePDF”. 《Business Search database – PDF document》. California Secretary of State. 2020년 9월 15일에 원본 문서에서 보존된 문서. 2019년 10월 9일에 확인함.
3. ↑  Hodge 2013, 2쪽.
4. ↑  Guslenko, Aleksandr (2006년 5월 31일). “Рассвет и закат империи. История о том, как Voodoo изменил мир” [The dawn and decline of the empire. The story of how Voodoo changed the world]. 《Igromania》 (러시아어). 2021년 12월 5일에 원본 문서에서 보존된 문서. 2021년 12월 5일에 확인함.
5. ↑  MacLellan, Andrew (1995년 11월 6일). “Startup 3Dfx Eyes 3D Graphics Arena”. 《Electronic News》. 41권 2090호. 84쪽. 2021년 12월 5일에 확인함.
6. 1 2  Ajami, Amer (1999년 12월 6일). “3dfx Open Sources Glide”. 《GameSpot》. 2021년 12월 5일에 원본 문서에서 보존된 문서. 2021년 12월 5일에 확인함.
7. ↑  “ORCHID SHIPS RIGHTEOUS 3D – BRINGS ULTIMATE 3D EXPERIENCE TO PC USERS”. Orchid Technology. 1996년 10월 7일. 1996년 10월 18일에 원본 문서에서 보존된 문서. 2024년 1월 18일에 확인함.
"Righteous 3D is the first retail product to market based on 3Dfx Interactive Voodoo Graphics chipset."
8. 1 2  Fick, Wesley "CataclysmZA" (2013년 2월 8일). “Oldie But Goodie: 3DFX”. 《New Age Gaming》. 2021년 12월 11일에 원본 문서에서 보존된 문서. 2021년 12월 11일에 확인함.
9. ↑  Perry, Douglass C. (2009년 9월 9일). “The Rise And Fall Of The Dreamcast”. 《Gamasutra》. 2쪽. 2021년 8월 24일에 원본 문서에서 보존된 문서.
10. ↑  Case, Loyd (1999). 《Building the Ultimate Game PC》. Que. 19쪽. ISBN 0-7897-2204-6. 2023년 11월 13일에 원본 문서에서 보존된 문서. 2021년 12월 11일에 확인함.
11. ↑  Wieselsberger, Georg; Liedtke, Christoph (2019년 9월 7일). “Das Voodoo-Zeitalter – Wie 3dfx die Welt der PC-Grafik veraenderte” [The Voodoo Age – How 3dfx Changed the World of PC Graphics]. 《게임스타》 (독일어). 2021년 12월 11일에 원본 문서에서 보존된 문서. 2021년 12월 11일에 확인함.
12. 1 2 3 4  “3Dfx Voodoo2”. 《Next Generation》. 37호 (Imagine Media). January 1998. 88–92쪽.
13. 1 2  “A Fallen Titan's Final Glory”. Sudhian Media. 2004년 12월 31일. 2006년 8월 22일에 원본 문서에서 보존된 문서.
14. 1 2  “Where to Play? The Dust Settles”. 《Next Generation》. 36호 (Imagine Media). December 1997. 68쪽.
15. 1 2 3  McFerran, Damien (May 2008). “Retroinspection: Dreamcast”. 《레트로 게이머》. 50호. 66–72쪽. 2016년 3월 4일에 원본 문서에서 보존된 문서.
16. ↑  Kent, Steven L. (2001). 《The Ultimate History of Video Games: The Story Behind the Craze that Touched our Lives and Changed the World》. Roseville, California: Prima Publishing. 559쪽. ISBN 978-0-7615-3643-7.
17. 1 2  Perry, Douglass (2009년 9월 9일). “Features - The Rise And Fall Of The Dreamcast”. 《Gamasutra》. 2014년 10월 27일에 원본 문서에서 보존된 문서. 2024년 8월 16일에 확인함.
18. ↑  “Good-bye Dural, hello Katana”. 《Next Generation》. 38호 (Imagine Media). February 1998. 24쪽.
19. ↑  Parkin, Simon (2014년 6월 24일). “A history of videogame hardware: Sega Dreamcast”. 《Edge》. 2014년 11월 21일에 원본 문서에서 보존된 문서. 2024년 8월 16일에 확인함.
20. ↑  “3Dfx Interactive Press Release”. 1998년 4월 22일. 1998년 4월 22일에 원본 문서에서 보존된 문서. 2020년 8월 24일에 확인함.
21. ↑  “Power VR Prepares Highlander”. 《Next Generation》. 34호 (Imagine Media). October 1997. 20쪽.
22. ↑  “Sega Puts Whammy on 3Dfx”. 《일렉트로닉 게이밍 먼슬리》. 99호 (지프 데이비스). October 1997. 22쪽.
23. ↑  “Sega accused of contract breach”. CNET. 1997년 9월 3일.
24. ↑  TDG-3dfx-Rampage
25. 1 2  Support for 3dfx Voodoo cards| Nvidia
26. ↑  “Fact Cannon”. 《PC Zone》. 73호. February 1999. 28쪽. 2021년 12월 5일에 확인함.
27. ↑  “Sudhian Media”. Sudhian.com. 2013년 1월 23일에 원본 문서에서 보존된 문서. 2014년 8월 18일에 확인함.
28. ↑  Morris, Chris (1998년 12월 14일). “3Dfx buys STB Systems”. 《CNN Money》. 2001년 11월 20일에 원본 문서에서 보존된 문서. 2019년 5월 13일에 확인함.
29. ↑  “A Fallen Titans Final Glory: The Golden Age”. Sudhian.com. 2013년 1월 23일에 원본 문서에서 보존된 문서. 2014년 8월 18일에 확인함.
30. 1 2  Turner, Daniel Drew (2002년 5월 16일). “The prince of polygons”. 《Salon》. 2021년 2월 24일에 원본 문서에서 보존된 문서. 2021년 12월 11일에 확인함.
31. ↑  Ajami, Amer (1999년 7월 26일). “3dfx Unveils New Velocity Brand”. 《GameSpot》. 2021년 12월 18일에 원본 문서에서 보존된 문서. 2021년 12월 18일에 확인함.
32. ↑  Andrawes, Mike (1999년 10월 29일). “3dfx Velocity 100”. 《AnandTech》. 1–3쪽. 2021년 12월 18일에 원본 문서에서 보존된 문서. 2021년 12월 18일에 확인함.
33. 1 2  “3dfx VSA-100 GPU Specs | TechPowerUP GPU Database”. 《TechPowerUp》. 2024년 8월 28일에 확인함.
34. ↑  3dfx Interview with Peter Wicher, Hot Hardware, December 15, 2001. (archive)
35. 1 2  Guido Shah, Sarju. Voodoo5 5500 Review, Firingsquad, 2000-07-14. (archive)
36. ↑  3dfx Voodoo 5 5500 Preview 보관됨 2009-06-17 - 웨이백 머신, Firing Squad, April 24, 2000.
37. ↑  Multi-Sampling Anti-Aliasing Explained, Firing Squad, February 13, 2001.
38. ↑  Hachman, Mark (2000년 3월 28일). “3Dfx acquires graphics IP provider Gigapixel for $186 million”. 2018년 1월 26일에 원본 문서에서 보존된 문서. 2017년 2월 9일에 확인함. [3Dfx] will acquire Gigapixel's 40 or so engineers, which 3Dfx will integrate into its engineering workforce. In doing so, the company will address a weak point: its reliance on external design and manufacturing resources, and the time-to-market penalties the company has faced as an indirect result and announced its Sage geometry processor.
39. ↑  Salvator, Dave (2002년 11월 15일). “Inside the GeForceFX Architecture”. 《ExtremeTech》. 2019년 5월 13일에 원본 문서에서 보존된 문서. 2019년 5월 13일에 확인함.
40. ↑  Kanellos, Michael (2002년 1월 2일). “Gigapixel sells following Xbox surprise”. CNET. 2022년 11월 4일에 원본 문서에서 보존된 문서. 2022년 11월 4일에 확인함.
41. 1 2 3 4  In re 3dfx Interactive, Inc. 보관됨 6월 2, 2024 - 웨이백 머신, 585 F. App'x 626 (9th Cir. 2014).
42. ↑  Medvedev, Alexander. “3dfx tribute: Rampage, Sage, Fear, Mojo...”. IXBT Labs. 2022년 11월 4일에 원본 문서에서 보존된 문서. 2022년 11월 4일에 확인함.
43. ↑  Papadopoulous, John (2018년 12월 13일). “First look at 3DFX's cancelled Rampage GPU, running Max Payne, Unreal Tournament & 3DMark 2001”. Dark Side of Gaming. 2022년 11월 4일에 원본 문서에서 보존된 문서. 2022년 11월 4일에 확인함.
44. ↑  “3dfx Owners Can Now Trade in their Voodoo Graphics Card for a Verto Graphics Cards Featuring NVIDIA's High-Performance GPUs”. Nvidia. 2001년 11월 26일. 2012년 3월 30일에 원본 문서에서 보존된 문서. 2014년 8월 18일에 확인함.
45. ↑  “Letter to Customers”. X86-secret.com. 2000년 12월 15일. 2013년 6월 3일에 원본 문서에서 보존된 문서. 2014년 8월 18일에 확인함.
46. ↑  Treiber-Quellcode von 3dfx im Netz aufgetaucht – Von Nvidia offenbar geduldet 보관됨 9월 23, 2020 - 웨이백 머신 by Christian Klaß on Golem.de (7 May 2003, in German)
47. ↑  “Ballard Leaves 3dfx”. 《IGN》. 1999년 10월 7일. 2000년 1월 18일에 원본 문서에서 보존된 문서. 2019년 9월 25일에 확인함.
48. ↑  “3Dfx Voodoo Rush review benchmark”. 《Vintage 3D》. 2024년 1월 1일에 원본 문서에서 보존된 문서. 2024년 1월 1일에 확인함.
49. ↑  “System 16 – Atari Flagstaff Hardware (Atari)”. 《system16.com》. 2022년 5월 11일에 원본 문서에서 보존된 문서. 2022년 1월 25일에 확인함.
50. ↑  “The Story Behind Voodoo Rush”. 《PC Accelerator》. 1권 2호. October 1998. 44쪽. 2021년 12월 5일에 확인함.
51. ↑  Buskirk, Bob (January 1998). “A Look Back: 3dfx Graphics Cards”. 《Think Computers》. 2024년 1월 1일에 확인함.
52. 1 2 3  Sanchez, Andrew (January 1998). “Previews – 3Dfx Voodoo2”. 《boot》. 17호. 86–87쪽.
53. ↑  Review AGP Graphic Cards, Tom's Hardware, October 27, 1997.
54. 1 2  Turner, Daniel Drew (2002년 5월 16일). “The prince of polygons”. 《Salon》. 2021년 2월 24일에 원본 문서에서 보존된 문서. 2024년 8월 28일에 확인함.
55. ↑  Lal Shimpi, Anand. 3dfx Voodoo5 5500, Anandtech, July 11, 2000.
56. ↑  3dfx Interview with Peter Wicher, Hot Hardware, December 15, 2001.
57. ↑  Lal Shimpi, Anand. Nvidia Riva TNT2, Anandtech, April 27, 1999.
58. ↑  Pabst, Thomas. NVIDIA rocks the Boat with TNT2, Tom's Hardware, March 12, 1999.
59. ↑  Hwang, Kenn. Exclusive Pentium III Review, Firing Squad, January 13, 1999.
60. ↑  Pabst, Thomas. New 3D Chips – Banshee, G200, RIVA TNT And Savage3D 보관됨 11월 6, 2016 - 웨이백 머신, Tom's Hardware, August 18, 1998.
61. ↑  3dfx Specifications: Voodoo Banshee AGP/PCI 보관됨 6월 7, 2006 - 웨이백 머신, 3dfxzone, accessed July 26, 2006.
62. ↑  《VGA Legacy MKIII - Diamond Monster Fusion (3Dfx Voodoo Banshee)》
63. ↑  Norton-Smith, Hugh (February 2000). “3dfx Bites Back With Voodoo 4/5”. 《PC PowerPlay》. 45호. 102쪽. 2021년 12월 11일에 확인함.
64. ↑  “3Dfx Voodoo3 Cards Dominate Charts Again as Hottest Selling”. 《Bloomberg.com》. 1999년 10월 27일. 2023년 11월 13일에 원본 문서에서 보존된 문서. 2022년 6월 12일에 확인함.
65. ↑  “Review: 3Dfx Mac Voodoo3 2000”. Mac3dfx.com. 2012년 1월 18일에 원본 문서에서 보존된 문서. 2015년 3월 8일에 확인함.
66. ↑  “3dfx Open Sources Glide API And Releases Hardware Specifications” (보도 자료). 3dfx. 1999년 12월 6일. 2000년 3월 3일에 원본 문서에서 보존된 문서. 2021년 12월 5일에 확인함.
67. ↑  “3DFX GLIDE Source Code General Public License”. 《깃허브》. 3dfx. 1999년 12월 6일. 2021년 12월 5일에 원본 문서에서 보존된 문서. 2021년 12월 4일에 확인함.
68. ↑  “3dfx Voodoo5 5000 PCI”. 《TechPowerUp》. 2024년 1월 1일에 확인함.
69. ↑  Lal Shimpi, Anand. 3dfx Voodoo4 4500AGP 보관됨 5월 19, 2007 - 웨이백 머신, Anandtech, October 23, 2000.
70. 1 2  Gontarczyk 2016, 10쪽.
71. ↑  Hruska, Joel (2021년 8월 5일). “I Wrote the First Full Review of the Voodoo 5 6000. 3dfx Isn't Coming Back [Updated]”. 《ExtremeTech》. 2021년 12월 18일에 원본 문서에서 보존된 문서. 2021년 12월 18일에 확인함.
72. ↑  Vötter, Raffael (2017년 12월 25일). “3dfx History and Voodoo 5: Retro special with brand-new benchmarks and insights”. 《PC Games Hardware》. 2021년 12월 18일에 원본 문서에서 보존된 문서. 2021년 12월 18일에 확인함.
73. 1 2 3  “Identify your 3dfx Hardware with Part No. and/or special Markings”. 《FalconFly Central》. 2004년 6월 7일에 원본 문서에서 보존된 문서.
74. ↑  Vlask. “VGA Legacy MKIII - 3Dfx Velocity 100” (영국 영어). 2024년 8월 30일에 확인함.

## 같이 보기
- 그래픽 카드
- 컴퓨터 그래픽스